# Устинова Світлана Володимирівна
Світлана Володимирівна Устинова (нар. 1 травня 1982, Северодвинск, Архангельська область, РРФСР, СРСР) — російська кіноакторка, сценаристка і продюсерка.

## Біографія
Світлана Устинова народилася 1 травня 1982 року в Северодвінську Архангельської області.
Народилася в сім'ї Володимира і Тетяни Устинових. Навчалася в северодвінській школі № 28. Після 7 класу перейшла в Северодвінську гімназію № 14, яку закінчила в 1999 році. Займалася бальними танцями. Вступила в Московський економіко-статистичний університет, але на другому курсі перевелася у фінансову академію. Після четвертого курсу дівчина пішла з Академії і вступила до ВДІК (майстерня В. Грамматикова).
У 2006 році була затверджена на головну роль Даші у фільмі Петра Буслова «Бумер. Фільм другий».
У 2020 році виконала головну роль Тетяни у фільмі Святослава Подгаєвського «Яга. Кошмар темного лісу».

## Особисте життя
У 2009 році одружилася з українським режисероим Марком Горобцем. Згодом розлучилася з ним.
У червні 2017 року одружилася з продюсером Іллею Стюартом.

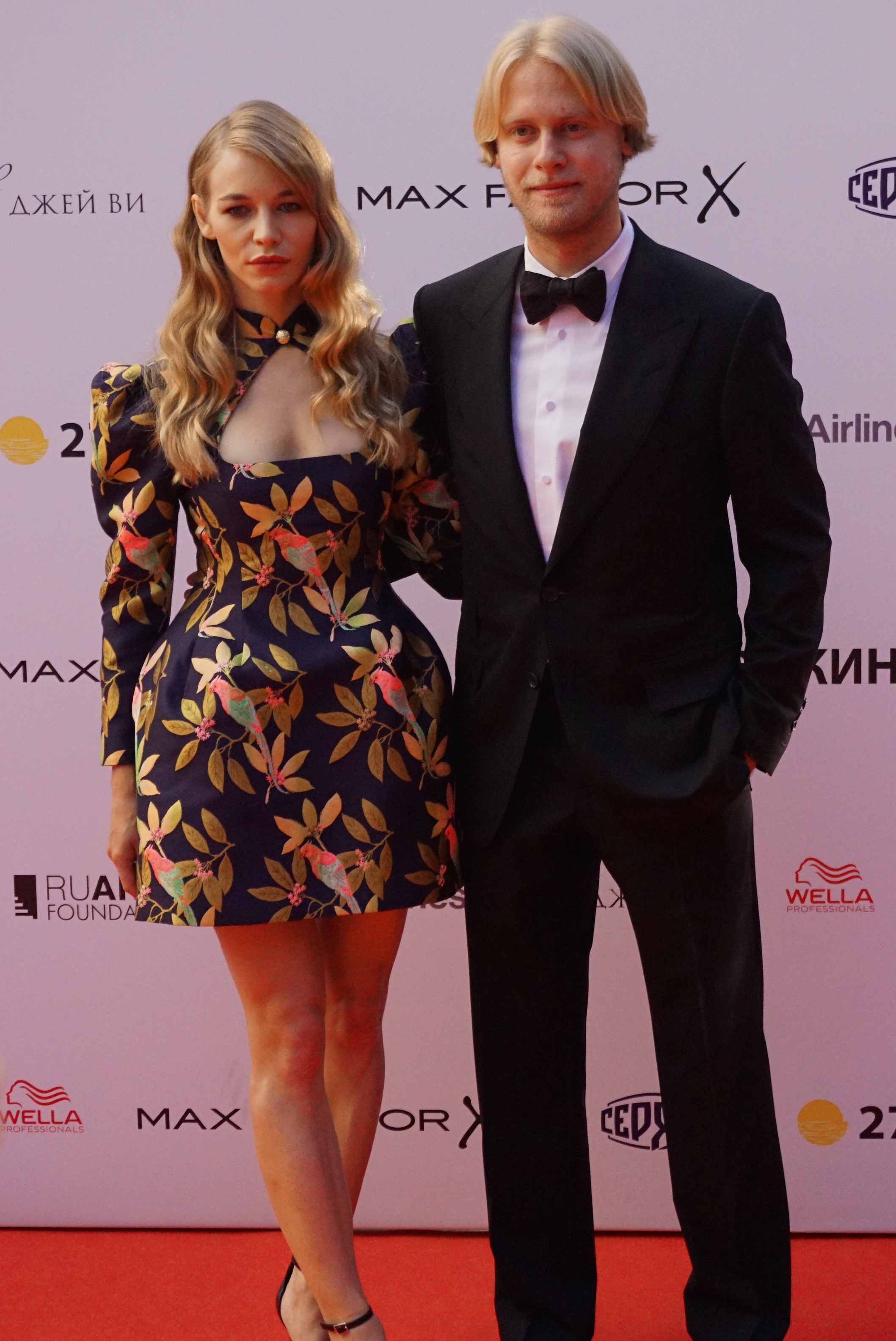
Світлана Устинова та Ілля Стюарт на кінофестивалі «Кінотавр» в Сочі, 2016 рік.

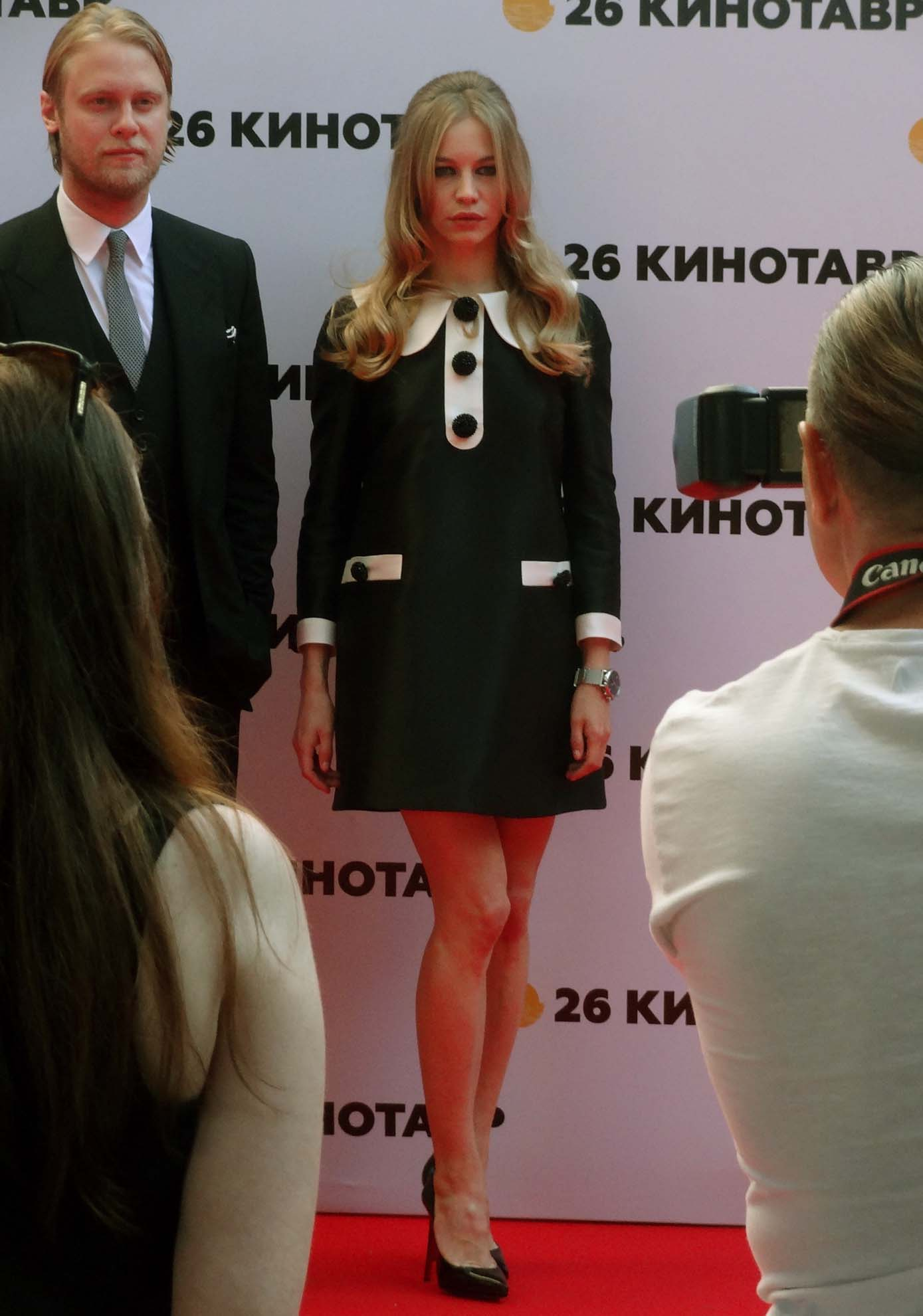
Ілля Стюарт і Світлана Устинова на кінофестивалі «Кінотавр» в Сочі, 2015 рік.

## Фільмографія
| Рік  |    | Назва                        | Роль                                                                   |    |
| ---- | -- | ---------------------------- | ---------------------------------------------------------------------- | -- |
| 2006 | ф  | Бумер. Фільм другий          | Даша                                                                   | ру |
| 2007 | с  | Закон мишоловки              |                                                                        | ру |
| 2007 | ф  | Смерш                        | Павлинка                                                               | ру |
| 2007 | ф  | Школярки                     |                                                                        | ру |
| 2008 | кф | Колодязь                     |                                                                        | ру |
| 2008 | ф  | На краю стою                 | Алеся                                                                  | ру |
| 2008 | кф | Порив вітру                  |                                                                        | ру |
| 2009 | с  | Блудні діти                  | Ліда в юності                                                          | ру |
| 2009 | тф | Вагома підстава для вбивства | Саша Потапенко                                                         | ру |
| 2009 | с  | Журов                        | Люба Зайцева                                                           | ру |
| 2009 | ф  | Незадовільно з любові        | Шура                                                                   | ру |
| 2009 | с  | Дільнична                    | Лєра                                                                   | ру |
| 2010 | с  | Золотий капкан               | Олена                                                                  | ру |
| 2010 | с  | Остання зустріч              | Юля Хмельова                                                           | ру |
| 2010 | с  | Столиця гріха                | Олена                                                                  | ру |
| 2010 | тф | Туман                        | Настя                                                                  | ру |
| 2010 | с  | Шахта                        | Таня                                                                   | ру |
| 2011 | тф | Молога. Російська Атлантида  | Анна                                                                   | ру |
| 2011 | тф | Темні води                   | Ксюша Буднікова                                                        | ру |
| 2011 | с  | Морські дияволи 2            | Катя                                                                   | ру |
| 2012 | тф | Астра, я люблю тебе          | Олена                                                                  | ру |
| 2012 | с  | Одеса-мама                   | Ірина Вольська, заступниця прокурора міста Одеси                       | ру |
| 2012 | с  | Втеча 2                      | дівчина з Райського                                                    | ру |
| 2012 | с  | Снайпери: Любов під прицілом | Люся Соколова, снайперка                                               | ру |
| 2013 | с  | Розвідниця                   | Зоя Величко                                                            | ру |
| 2013 | с  | Рідкісна група крові         | Наталія Андрієвська                                                    | ру |
| 2013 | ф  | Ляльководи                   | стриптизерка Поліна                                                    | ру |
| 2013 | с  | Таємне місто                 | фея Лана                                                               | ру |
| 2014 | с  | Мисливці за головами         | Олена                                                                  | ру |
| 2014 | с  | Невипадкова зустріч          | Світлана                                                               | ру |
| 2014 | с  | Людина без минулого          | Олена                                                                  | ру |
| 2014 | с  | Син за батька                | Віра, наречена Вадима                                                  | ру |
| 2014 | с  | Довгий шлях додому           | Олена                                                                  | ру |
| 2015 | ф  | Новорічне щастя              | Лариса                                                                 | ру |
| 2015 | ф  | Холодний фронт               | Маша Лозинська                                                         | ру |
| 2015 | с  | Саша добрий, Саша злий       | Світлана Шестопалова                                                   | ру |
| 2016 | ф  | Хардкор                      | Ольга домінатрікс                                                      | ру |
| 2016 | с  | Пушкін                       | Софі Мерсьє, французька кінозірка                                      | ру |
| 2016 | ф  | Маршрут побудований          | Ольга                                                                  | ру |
| 2017 | ф  | Блокбастер                   | Ліза                                                                   | ру |
| 2017 | с  | Купи мене                    | Галина                                                                 | ру |
| 2017 | с  | Доктор Ріхтер                | Марина                                                                 | ру |
| 2017 | ф  | Міфи                         | Світу                                                                  | ру |
| 2017 | ф  | Домініка                     | Яна                                                                    | ру |
| 2018 | с  | Презумпція невинності        | Світлана Верницкая, журналістка, репортерка відділу кримінальних новин | ру |
| 2019 | с  | Магомаєв                     | Ліка                                                                   | ру |
| 2020 | с  | Метод 2                      | Катя                                                                   | ру |
| 2020 | ф  | Яга. Кошмар темного лісу     | няня Тетяна / Баба Яга                                                 | ру |
| 2021 | ф  | Бумеранг                     | блондинка                                                              | ру |